# Idiostrangalia maruokai
Idiostrangalia maruokai là một loài bọ cánh cứng trong họ Cerambycidae.